# Donald Oldigin Hebb
Donald Olding Hebb (ur. 22 lipca 1904 w Chester, zm. 20 sierpnia 1985 tamże) – kanadyjski psycholog, najbardziej znany z rozwoju koncepcji o wzmacnianiu połączeń i współdziałaniu zespołów neuronowych w procesie uczenia się.

## Życiorys

### Dzieciństwo
Donald Hebb urodził się w nadmorskiej wsi Chester w Nowej Szkocji; był najstarszym z czworga dzieci małżeństwa Arthura M. i Mary Clary (née Olding) Hebbów. W Chester mieszkał do 16 roku życia, kiedy jego rodzice przenieśli się do Dartmouth w Nowej Szkocji.
Rodzice Donalda byli lekarzami; jego dwóch braci również wybrało tę karierę, a siostra została doktorem fizjologii. Matka Donalda była pod silnym wpływem idei Marii Montessori i uczyła go w domu aż do ukończenia przez niego 8 lat. Dobrze radził sobie w szkole podstawowej, kończąc 12 klasę w wieku 16 lat. Wstąpił na Uniwersytet Dalhousie – w odróżnieniu od planującego karierę naukową rodzeństwa, z zamiarem zostania pisarzem. Studia ukończył w 1925 roku z tytułem Bachelor of Arts i przez kilka lat był nauczycielem, m.in. w swojej dawnej szkole w Chester, a później na przedmieściach Montrealu. Podejmował się także dorywczych prac fizycznych. Od 1927 studiował psychologię na Uniwersytecie McGilla. W 1931 ożenił się z Marion Isabel Clark, która półtora roku później zginęła w wypadku samochodowym. Praca magisterska Hebba, zatytułowana Conditioned and unconditioned reflexes and inhibition poświęcona była hipotezie, że odruchy szkieletowe są wynikiem uczenia się komórek (M.A. cum laude, 1932). Dzięki radom wykładowcy, Borisa Babkina, pomimo trudności w pracy naukowej i prywatnemu nieszczęściu, zdecydował się kandydować na doktorat u polecanego naukowca.

### Kariera akademicka
Podjął studia doktoranckie, finansując je z pożyczki, na Uniwersytecie Chicagowskim pod kierunkiem Karla Lashleya, szanowanego psychologa fizjologii; przeniósł się za nim na Uniwersytet Harvarda, gdzie w 1936 r. uzyskał stopień doktora dzięki dysertacji na temat procesów uczenia się u zwierząt.
W 1937 r. Hebb, za sugestią siostry pracującej nad doktoratem z fizjologii na McGill, zgłosił się na rekrutację i uzyskał stanowisko fellow w Montreal Neurological Institute, gdzie pod kierunkiem Wildera Penfielda badał wpływ urazów i operacji mózgu na funkcje psychiczne. Zauważył, że dzieci częściowo lub w pełni odzyskiwały sprawności intelektualne po uszkodzeniach neurologicznych, choć podobne urazy u dorosłych były o wiele bardziej trwałe. Na podstawie tych odkryć sformułował tezę o roli zewnętrznej stymulacji w procesach myślowych u dorosłych.
Krytyczny wobec stosowania testów inteligencji Stanforda-Bineta i Wechslera u pacjentów po operacjach mózgu; wraz z N. W. Mortonem stworzył Test Zrozumienia Dorosłych i Test Anomalii Obrazu, wykorzystywane w obserwacji wpływu operacji neurochirurgicznych na pacjentów. Zauważył, że specyficzne urazy mózgu wiążą się z zaburzeniami specyficznych zdolności.
Wykorzystując test anomalii obrazu, przedstawił pierwsze hipotezy, że prawy płat skroniowy jest zaangażowany w rozpoznawanie wizualne. Zademonstrował również, że uszkodzenia dużych części płata czołowego mają niewielki wpływ na inteligencję. U jednego dorosłego pacjenta, któremu usunięto dużą część płatów czołowych w celu leczenia padaczki, zauważył „uderzającą pooperacyjną poprawę osobowości i zdolności intelektualnych”. Na podstawie takich wyników zaczął uważać, że płaty czołowe odgrywają mniejszą rolę w uczeniu się u dorosłych ludzi, niż dotąd zakładano.
W 1939 roku Hebb przyjął stanowisko wykładowcy na Uniwersytecie Królowej w Ontario, gdzie spędził trzy lata. W celu przetestowania teorii o zmieniającej się z wiekiem roli płatów czołowych, wraz z Kennethem Williamsem zaprojektował labirynt zmiennych ścieżek dla szczurów, zwany labiryntem Hebba-Williamsa, który stał się metodą testowania inteligencji zwierząt wykorzystywaną później w niezliczonych badaniach. Użył labiryntu do przetestowania inteligencji szczurów oślepionych na różnych etapach rozwoju, dowodząc, że „istnieje trwały wpływ doświadczeń niemowlęcia na zdolność rozwiązywania problemów dorosłego szczura”. Stało się to jedną z głównych zasad psychologii rozwojowej, oraz filarem programu Head Start dla dzieci w wieku przedszkolnym w ubogich ekonomicznie dzielnicach.
W 1942 r. dołączył na zaproszenie Lashleya do zespołu Yerkes Laboratories of Primate Biology. Laboratorium zajmowało się głównie psychologią porównawczą. Hebb miał tam okazję obserwować i prowadzić badania nad inteligencją i osobowością szympansów i delfinów, której różnorodność zrobiła na nim duże wrażenie. Kontynuował badania nad związkiem między funkcjami psychicznymi a strukturą mózgu, co doprowadziło do publikacji w 1949 r. Organizacji zachowań. Książka wywarła głęboki wpływ na neuropsychologię i psychologię jako całość. W 1947 powrócił na McGill, gdzie rok później został przewodniczącym Wydziału Psychologii. Oprócz pracy dydaktycznej i naukowej był energicznie zaangażowany w zadania administracyjne i rozbudowę obiektów wydziału. W 1958 roku opublikował Podręcznik psychologii, który uzupełniał jego popularny kurs wprowadzenia do psychologii.

### Emerytura
Hebb pracował na Uniwersytecie McGilla aż do przejścia na emeryturę w 1972 roku. Pozostał aktywny jeszcze przez kilka lat jako profesor emerytowany, prowadząc lektorat obowiązkowy dla wszystkich absolwentów wydziału. Następnie w 1980 roku powrócił na Uniwersytet Dalhousie jako emerytowany profesor psychologii.
Zmarł w 1985 r. podczas operacji biodra, z którego chorobą żył od 1931 r.

### Życie osobiste
Donald O. Hebb był trzykrotnie żonaty. Jego pierwsza żona, Marion Clark, zginęła w wypadku samochodowym w 1933 r, w niecałe dwa lata po ich ślubie. W 1937 r. Hebb poślubił Elizabeth Nichols Donovan, z którą miał dwie córki: Mary Ellen Hebb i Jane Hebb Paul. Elisabeth zmarła w 1962 roku. Cztery lata później, w 1966 r. Hebb poślubił swoją sąsiadkę, wdowę Margaret Doreen Wright (z domu Williamson).

## Wkład naukowy
Donald O. Hebb jest opisywany jako ojciec neuropsychologii i technologii sieci neuronowych. Jego poglądy na temat uczenia się opisywały zachowanie i myśl w kategoriach funkcji mózgu, wyjaśniając procesy poznawcze na poziomie połączeń między zespołami neuronów.
Dwie najważniejsze publikacje Hebba to Podręcznik psychologii (1958) szeroko używany w latach 60., oraz Organizacja zachowań (1949), w której próbował udowodnić, że każde zachowanie człowieka może zostać wytłumaczone neurofizjologicznie.

### Organizacja zachowań. Teoria neuropsychologii(1949)
Organizacja zachowań uważana jest za najważniejszy wkład Hebba w dziedzinie neurobiologii. Czerpie z jego doświadczeń lat pracy neurochirurgicznej i badań neuropsychologicznych, i łączy w jednej perspektywie biologiczne funkcje mózgu jako organu wraz z wyższymi funkcjami psychologicznymi.
W 1929 r. Hans Berger odkrył, że umysł wykazuje ciągłą aktywność elektryczną, co rzucało wątpliwość na model percepcji i reakcji Iwana Pawłowa, ponieważ wymagało wyjaśnienia, czemu procesy mózgowe trwają nawet bez obecności zewnętrznych bodźców. W tamtych czasach teorie behawiorystyczne dobrze wyjaśniały, jak może przebiegać przetwarzanie wzorców. Nie oferowały jednak wyjaśnień, w jaki sposób te wzorce powstają w umyśle, wybiegających poza proste, zewnątrzsterowane warunkowanie.
Hebb połączył ówczesną wiedzę o zachowaniu i umyśle w nową, ogólną, „inżynieryjną” teorię. I chociaż zrozumienie anatomii mózgu pozostawało w tym czasie bardzo ogólne, był w stanie przedstawić teorię, która wyróżniała wiele szczegółowych funkcji mózgu. Jego teoria stała się znana jako teoria Hebba, a modele, które podążają za tą teorią, mają wykazywać „Hebbowskie uczenie się”.
Kombinacje neuronów, które mogłyby być zgrupowane razem jako jedna jednostka przetwarzająca, Hebb określał jako „zespoły komórkowe”. Ich współpraca wiąże się z ciągle zmieniającym się algorytmem, który dyktuje odpowiedź mózgu na bodźce. Koncepcja ta wywodziła się z asocjacjonizmu i była prekursorem koneksjonizmu w psychologii poznawczej, według której złożoność umysłu wyłania się z równoległej pracy wielu prostych elementów przetwarzających.
Model działania umysłu Hebba wpłynął nie tylko na to, jak psychologowie rozumieli przetwarzanie bodźców w umyśle, ale otworzył nowe drogi do stworzenia maszyn obliczeniowych, które mogłyby naśladować biologiczne procesy żywego układu nerwowego. Hebb argumentował, że proste, leżące u podstaw mechanizmy neuronalne mogą wyjaśniać obserwowane zjawiska psychologiczne, takie jak uczenie się. Komputerowe symulacje sieci neuronowych rozpoczęto w połowie lat 50. XX wieku, ale sieci były zbyt małe, aby móc prezentować złożone wzory zachowań, które dałoby się nazwać myśleniem. Podczas gdy dominująca forma transmisji synaptycznej w układzie nerwowym okazała się później chemiczna, nowoczesne sztuczne sieci neuronowe nadal opierają się na transmisji sygnałów za pomocą impulsów elektrycznych, które po raz pierwszy zaprojektowano wokół teorii Hebba.

### Podręcznik psychologii (1958)
Z przedmowy do wydania polskiego, autorstwa Włodzimierza Szewczuka:
Już w roku 1949 w swej szeroko znanej pracy The organisation of behavior. A neuropsychological theory (Hebb) zwracał uwagę na konieczność i możliwość współdziałania dwóch dziedzin nauk: psychologii i neurofizjologii. Było to nawiązanie do historycznego postulatu Pawłowa, który dawał wyraz przekonaniu, że „w przyszłości wszystkie zjawiska psychologii dadzą się nałożyć na fakty fizjologiczne”. Wierny tej przyrodniczej i materialistycznej tradycji, stawiał D. O. Hebb w swojej wielkiej monografii dwa cele, z których jednym było zbliżenie psychologów do neurofizjologii, a drugim – zbliżenie neurofizjologów do psychologii.
Realizował te cele przez wszystkie lata swojej działalności naukowej, opartej na materialistycznych założeniach. „Współczesna psychologia – pisał we wstępie do The Organisation of Behavior – uważa za całkowicie uzasadnione, że zachowanie się koreluje doskonale z funkcją nerwową, że wiąże je ścisły determinizm. Nie istnieje żadna oddzielna dusza czy siła życiowa ingerująca w działanie mózgu i aktywizująca jego komórki do specyficznej czynności, do której bez tego nie byłoby zdolne.” „Urągałoby to logice – dodaje dalej – być deterministą w fizyce, chemii i biologii, a mistykiem w psychologii.”
Hebb nawiązuje w swych badaniach i koncepcjach teoretycznych do tradycji Pawłowa i Watsona w eliminowaniu z psychologii wszelkich postaci mistyki. Podobnie jak oni żywił teoretyczną sympatię dla asocjacjonizmu, czego wyrazem jest zbudowana na „układach zamkniętych” Lorente de Nó teoria „zespołów komórkowych” i ich systemów. Podobnie też jak Pawłow i Watson zajmował stanowisko opozycyjne wobec psychologii postaci i teorii Lashleya, zwłaszcza wobec jego antylokalizacyjnej zasady ekwipotencjalności kory mózgowej.

W koncepcjach autora podręcznika, która nasi czytelnicy otrzymują w polskim przekładzie, wyniki rzetelnych badań stopione są w interesujący sposób ze śmiałą teoretycznie myślą nie pozbawioną odcieni spekulatywności.
Z przedmowy do wydania drugiego, Donald O. Hebb:
Pierwsze wydanie Podręcznika dowiodło, że zaprezentowane w nim ujęcie materiału jest właściwe. Książkę tę można traktować nawet jako wprowadzającą w problematykę psychologiczną, gdyż nie jest ona przeznaczona jedynie dla określonej grupy najlepszych studentów. Dzięki temu, że obejmuje ona materiał o różnym poziomie trudności, studenci bardziej zaawansowani skorzystają z niego więcej, ale nawet mniej zdolni, po starannym przestudiowaniu, zyskają znacznie lepsze zrozumienie problemów psychologicznych niż czytając tzw. teksty eklektyczne, zawierające kilka rozdziałów o teorii uczenia się, homeostazie i unikaniu bólu, kilka rozdziałów o procesach poznawczych i twórczości, a pozostałe o nieświadomości bez żadnej wzmianki o tym, w jaki sposób pogodzić sprzeczne ze sobą fakty z poszczególnych rozdziałów.

## Donald O. Hebb o edukacji
Hebb odegrał kluczową rolę w zdefiniowaniu psychologii jako nauki biologicznej, identyfikując myśl jako zintegrowaną aktywność mózgu. Jego poglądy na temat uczenia się opisywały zachowanie i myśl w kategoriach pracy mózgu. Pomysły te odegrały dużą rolę w jego poglądach na edukację i naukę.
Hebb postrzegał motywację i uczenie się jako powiązane właściwości. Wierzył, że wszystko w mózgu jest ze sobą powiązane i działa razem. Jego teoria głosiła, że wszystko, czego ludzie doświadczają, aktywuje adekwatne zestawy lub zespoły neuronów, co odpowiada doświadczaniu myśli. Zespoły komórkowe współpracują ze sobą, tworząc sekwencje fazowe, które są strumieniami myśli. Po utworzeniu zestawów komórek i sekwencji faz można je aktywować poprzez stymulację ze środowiska. Dlatego im bardziej stymulujące i bogate jest środowisko, tym bardziej rosną i uczą się zespoły komórkowe. Ta teoria odgrywała dużą rolę w jego poglądach na edukację. Hebb uważał, że środowisko jest bardzo ważne dla uczenia się u dzieci. Dzieci uczą się, budując zespoły komórek i sekwencje faz. Wzbogacone środowisko o różnorodnych możliwościach wrażeń sensorycznych i motorycznych przyczynia się do rozwoju zespołów komórkowych i sekwencji faz niezbędnych do dalszego uczenia się w wieku dorosłym. Aby to udowodnić, Hebb i jego córki wychowali w domu szczury domowe. Dzięki dorastaniu we wzbogaconym środowisku, szczury sprawniej uczyły się labiryntów w dorosłości. Badania nad wzbogacaniem środowiska przyczyniły się do opracowania programu Head Start stosowanego obecnie.
Head Start to program dla dzieci w wieku przedszkolnym w rodzinach o niskich dochodach. Celem programu jest przygotowanie dzieci do sukcesu w szkole poprzez program wczesnego uczenia się zapewniający stymulujące działania edukacyjne. Zgodnie z ustaleniami zawartymi w badaniu dotyczącym udziału Head Start i gotowości szkolnej, uczestnictwo Head Start w pełnym wymiarze godzin wiązało się z wyższymi umiejętnościami akademickimi u dzieci słabiej wykształconych rodziców.
Kolejne badanie przeprowadzone przez Hart i Risley studiowało 42 dzieci i ich rodziny w okresie dwóch lat. Badanie koncentrowało się na wczesnym przyswajaniu języka oraz roli domu i rodziny we wzroście uczenia się słów i rozwoju języka. Wyniki ich badań wykazały, że dwa z najważniejszych aspektów przyswajania języka to status ekonomiczny domu i częstotliwość doświadczeń językowych. Badanie wykazało, że dzieci o niższym statusie socjoekonomicznym, z mniejszymi zasobami ekonomicznymi, uczą się mniej słów i wolniej zdobywają słownictwo niż dzieci rodziców o wyższym statusie socjoekonomicznym z dostępem do bardziej zróżnicowanych doświadczeń.
Hebb uważał, że zapewnienie wzbogaconego środowiska do nauki w dzieciństwie przyniosłoby korzyści również uczeniu się dorosłych, których dotyczy drugi typ uczenia się – uczenie się szybsze i bardziej wnikliwe, ponieważ zespoły komórek i sekwencje faz zostały już utworzone, a teraz można je zmieniać na wiele sposobów. Teoria uczenia się Hebba zakłada, że każde doświadczenie, jakie osoba napotyka, zostaje osadzone w sieci komórek mózgowych. Następnie za każdym razem, gdy powtarzane jest pewne działanie lub myśl, wzmacniane jest połączenie między neuronami, zmieniające mózg i wzmacniające uczenie się. Jednostka w istocie trenuje swój mózg. Im trudniejsze są nowe doświadczenia i praktyki, tym więcej nowych połączeń powstaje w ich mózgu.

### Hebb jako pedagog
Przez całe życie Hebb lubił nauczać i odnosił sukcesy jako nauczyciel. Zarówno w młodości jako nauczyciel i dyrektor szkoły w Montrealu, jak i w późniejszych latach na Uniwersytecie McGill, okazał się bardzo skutecznym pedagogiem i miał wielki wpływ na umysły naukowe, które były wówczas jego uczniami.
Hebb uważał, że nie można uczyć motywacji, ale raczej stworzyć warunki niezbędne dla studentów, którzy będą mogli studiować i badać. Można ich szkolić w pisaniu, pomagać im w wyborze problemu do nauki, a nawet pomagać powstrzymać ich od rozproszenia, ale motywacja i pasja do badań i studiów musiały pochodzić od samych uczniów. Uważał, że uczniowie powinni być oceniani raczej pod kątem ich zdolności do myślenia i tworzenia niż zdolności do zapamiętywania i ponownego przetwarzania starszych pomysłów.
Wierzył w obiektywne badanie ludzkiego umysłu, postrzegając psychologię jako naukę biologiczną. Ta postawa wobec psychologii i sposób jej nauczania uczyniły Uniwersytet McGilla ważnym ośrodkiem badań.

### Kontrowersje
Imię Hebba było często przywoływane w dyskusjach na temat zaangażowania psychologów w rozwój technik przesłuchań, w tym w wykorzystanie deprywacji sensorycznej, z powodu jego badań w tej dziedzinie. Przemawiając na sympozjum w Harvardzie na temat deprywacji sensorycznej w czerwcu 1958 r., Hebb zauważył:
Prace, które wykonaliśmy na Uniwersytecie McGilla, zaczęły się od problemu prania mózgu. Nie pozwolono nam tego stwierdzić przy pierwszym wydaniu... Głównym impulsem, oczywiście, była konsternacja z powodu swego rodzaju „spowiedzi”, które miały miejsce w rosyjskich procesach komunistycznych. „Pranie mózgu” było terminem nieco późniejszym, stosowanym w chińskich procedurach. Nie wiedzieliśmy, jakie są rosyjskie procedury, ale wydawało się, że wywołują pewne dziwne zmiany w postawach. W jaki sposób? Jednym z możliwych czynników była izolacja percepcyjna i skoncentrowaliśmy się na tym.
Publikacje z 2007 sugerują, że badania deprywacji sensorycznej Hebba były finansowane i koordynowane przez CIA (McCoy, 2007). Niektóre z tych badań przeprowadzono w tajemnicy, a wyniki były początkowo udostępniane tylko władzom Stanów Zjednoczonych. Niektóre z tych eksperymentów wykonywano na ochotnikach, którzy spędzili wiele godzin w warunkach deprywacji sensorycznej; część autorów twierdzi, że były to tortury, chociaż badani byli wolontariuszami studentów uniwersyteckich, nie byli pacjentami i mogli swobodnie zrezygnować z eksperymentu w dowolnym czasie. Podobne procedury, obejmujące zbiorniki izolacyjne wypełnione silnie soloną, neutralnie wypływającą wodą, utrzymywaną w temperaturze ciała, służyły również za podstawę technik opracowanych w celu poprawy relaksu i medytacji, które są nadal w użyciu.

## Nagrody i wyróżnienia
W ciągu swojego życia Hebb zdobył wiele wyróżnień i nagród oraz zajmował wiele stanowisk kierowniczych. Między innymi:
- w 1953 r. był prezesem Canadian Psychological Association,
- w 1959 r. został mianowany członkiem Royal Society of Canada i Royal Society (London),
- w 1960 r. był prezesem Amerykańskiego Towarzystwa Psychologicznego (APA)
- w 1961 r. zdobył nagrodę APA Distinguished Scientific Contribution,
- otrzymał doktorat honoris causa wielu uniwersytetów, w tym w 1961 r. Uniwersytetu Chicagowskiego, w 1965 r. Uniwersytetu Dalhousie, a w 1975 r. Uniwersytetu Concordia.

Bezpośredni wkład Hebba, jak również jego pośrednie wpływy, były podkreślane w wielu artykułach przeglądowych, sympozjach i książkach oraz w nagrodach, które noszą jego imię. Na przykład nagrody International Neural Network Society i Canadian Society for Brain, Behavior and Cognitive Science za wybitny wkład w naukę psychologiczną, nazwano na cześć Hebba.
W 2011 roku został pośmiertnie wprowadzony do Hall of Fame w Discovery Centre w Halifax w Nowej Szkocji.
Na spotkaniu rady wykonawczej Committee for Skeptical Inquiry (CSI) w Denver, Kolorado w kwietniu 2011 r., Hebb został włączony do Panteonu Sceptyków CSI. Panteon Sceptyków został stworzony przez CSI, aby honorować dziedzictwo zmarłych fellows CSI i ich wkład w sprawę naukowego sceptycyzmu.
Jego notatki, w tym zapisy dotyczące działalności badawczej i dydaktycznej, są przechowywane przez Archiwa Uniwersytetu McGill w Montrealu.

## Wybrane publikacje
- Organizacja zachowań. 1949 John Wiley & Sons. ISBN 978-0-471-36727-7.
- Podręcznik psychologii